# エレナ・シニツィナ
エレナ・アンドレーヴナ・シニツィナ（ロシア語:  Елена Андреевна Синицына, ラテン文字転写例: Elena Andreevna Sinitsina, 1906年4月17日(ユリウス暦)/4月30日(グレゴリオ暦) - 1993年8月28日）は、ロシアのハープ奏者。
オデッサの出身。オデッサ音楽院でハープを専攻し、1923年に卒業後はしばらくハリコフ交響楽団などに所属した。1927年から1972年までレニングラード・フィルハーモニー交響楽団に所属。1927年からレニングラード音楽院のハープ科講師となり、1969年に教授に昇進した。

## 注
1. ↑  “Синицына Е. А.”. 2019年8月30日時点のオリジナルよりアーカイブ。2019年8月30日閲覧。
2. ↑  “Елена Синицына - арфа”. 2019年5月31日時点のオリジナルよりアーカイブ。2019年5月31日閲覧。
3. ↑  エレナ・シニツィナ - Discogs（英語）

| スタブアイコン | サブスタブ | この項目は、まだ閲覧者の調べものの参照としては役立たない、人物に関連した書きかけの項目です。この項目を加筆・訂正などしてくださる協力者を求めています（P:人物伝/PJ:人物伝）。 |